# غروف إل. جونسون
غروف إل. جونسون (بالإنجليزية: Grove L. Johnson)‏ هو محامي وسياسي أمريكي، ولد في 27 مارس 1841 في الولايات المتحدة، وتوفي في 1 فبراير 1926 في نفس البلد. حزبياً، نشط في الحزب الجمهوري. وقد انتخب عضو مجلس ولاية كاليفورنيا وانتخب عضو جمعية ولاية كاليفورنيا وانتخب عضو مجلس النواب الأمريكي.